# Теплоэлектроцентраль

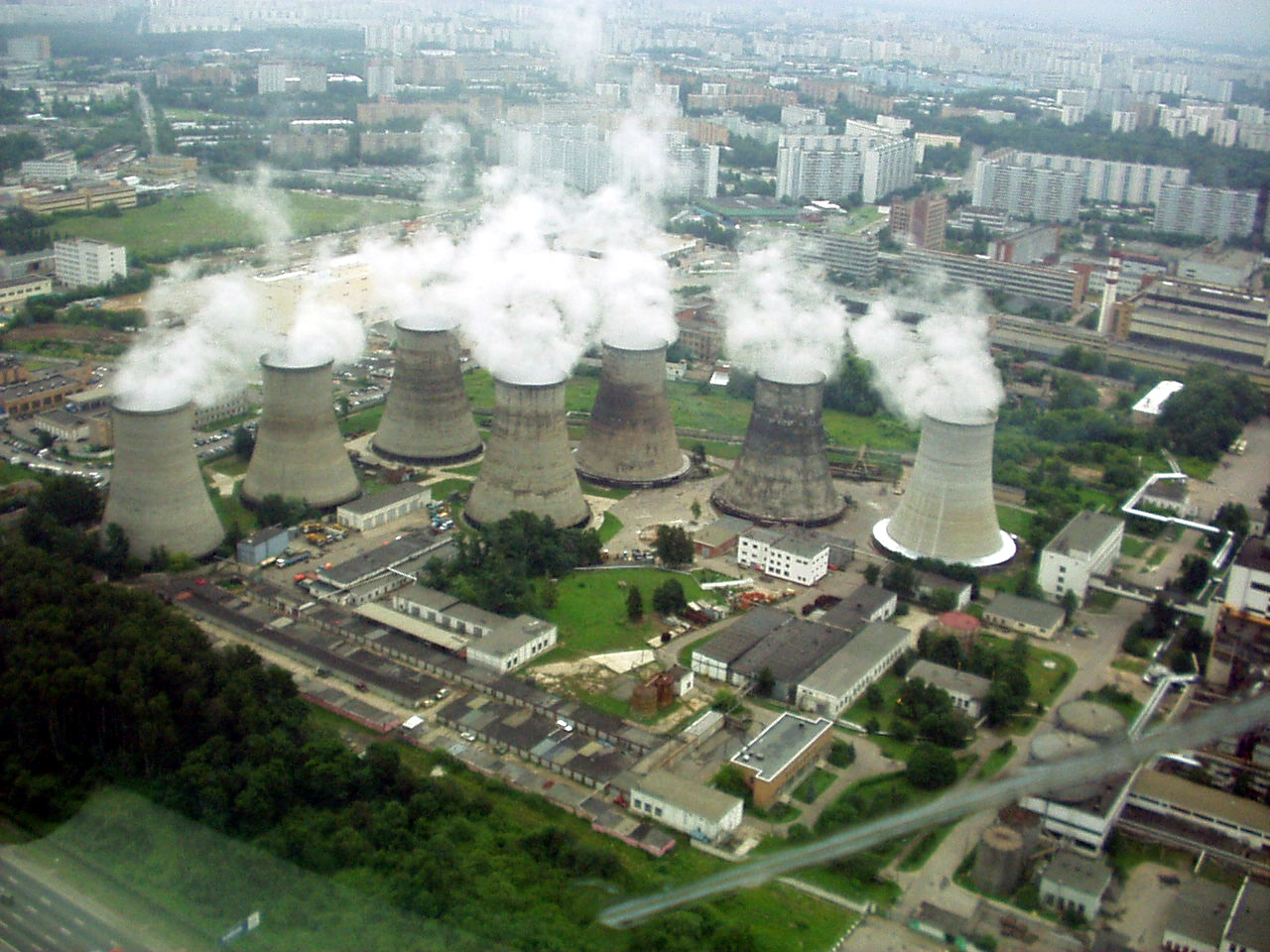
Градирни московской ТЭЦ-21, одной из самых мощных тепловых электростанций Европы

Тѐплоэлѐктроцентра́ль (ТЭЦ) — разновидность тепловой электростанции, которая не только производит электроэнергию, но и является источником тепловой энергии в централизованных системах теплоснабжения (в виде пара и горячей воды, в том числе и для обеспечения горячего водоснабжения и отопления жилых и промышленных объектов).

## Принцип работы

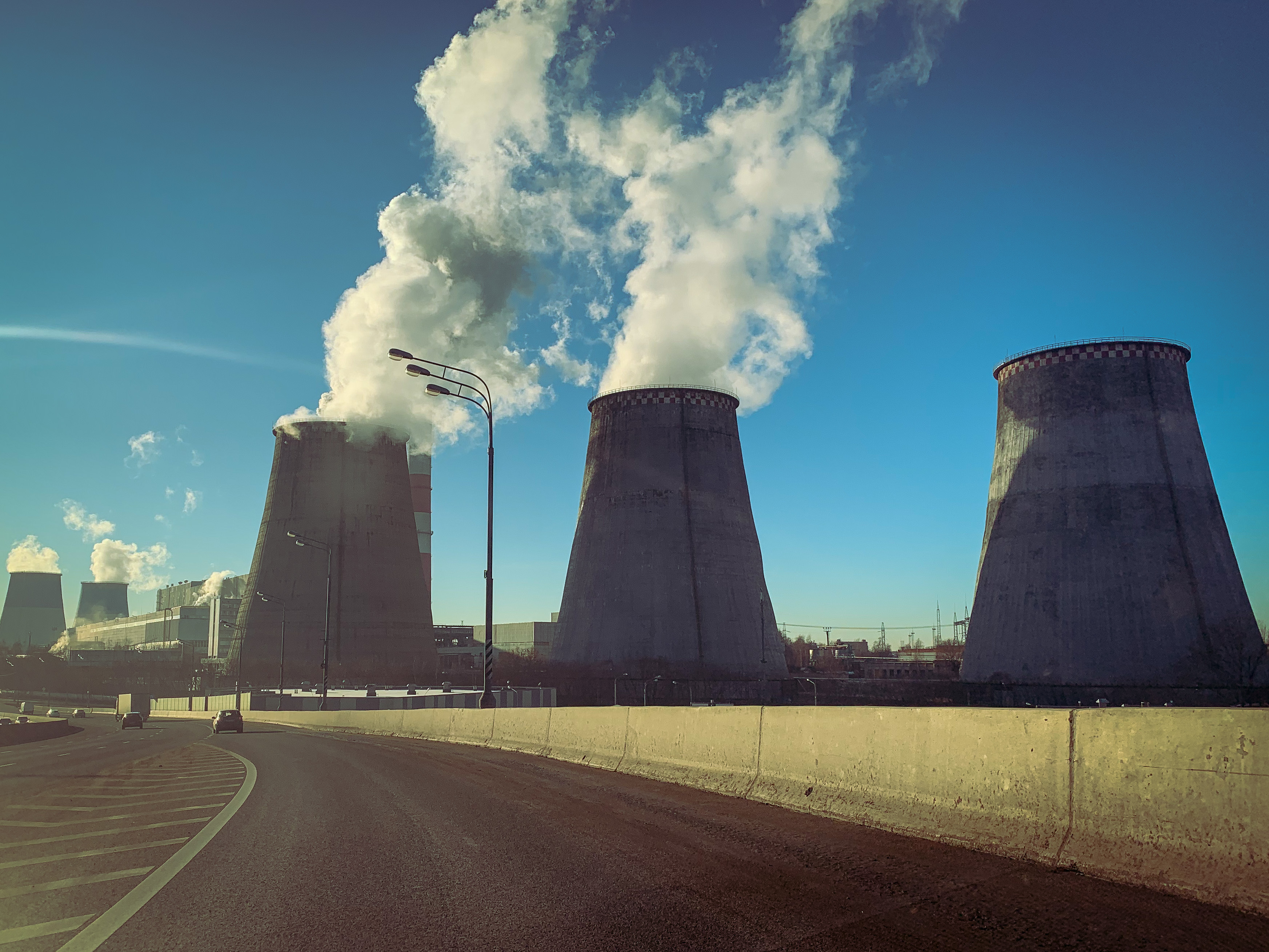
ТЭЦ-25 в Москве

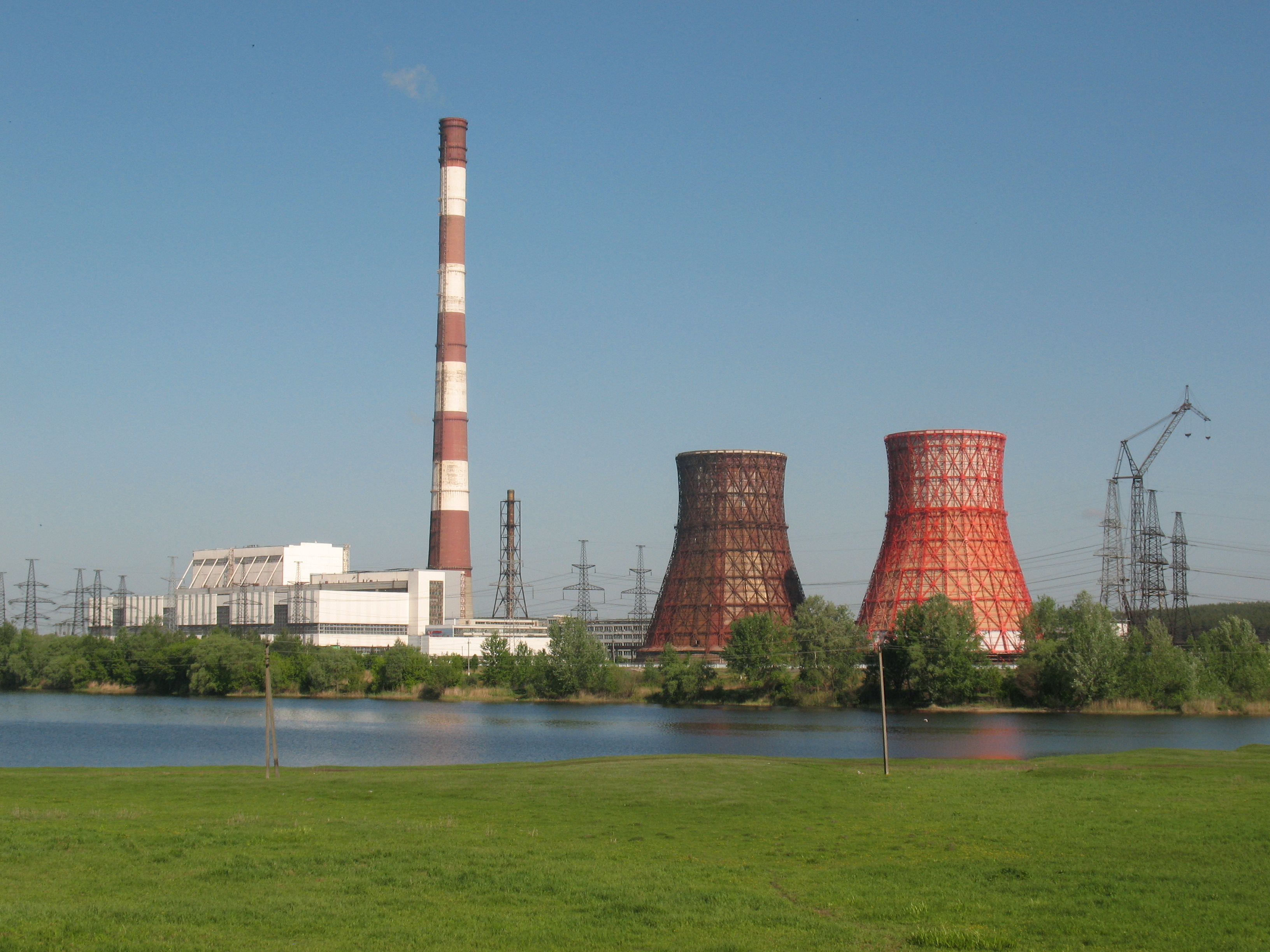
ТЭЦ-5 в Харькове

ТЭЦ конструктивно устроена, как конденсационная электростанция (КЭС, ГРЭС). Главное отличие ТЭЦ от КЭС состоит в доле выработки тепловой и электрической энергии и устройстве паровой турбины.
В зависимости от вида паровой турбины (как правило, на ТЭЦ устанавливаются теплофикационные паровые турбины), существуют различные схемы отбора пара, которые позволяют забирать из неё пар с разными параметрами. Теплофикационные турбины позволяют регулировать количество отбираемого пара. Отобранный пар конденсируется в сетевых подогревателях и передаёт свою энергию сетевой воде, которая направляется на пиковые водогрейные котельные и тепловые пункты.
На ТЭЦ есть возможность перекрывать тепловые отборы пара, в этом случае ТЭЦ вырабатывает только электрическую энергию. Это даёт возможность работать ТЭЦ по двум графикам нагрузки:
- тепловому — электрическая нагрузка сильно зависит от тепловой нагрузки (тепловая нагрузка — приоритет);
- электрическому — электрическая нагрузка не зависит от тепловой, либо тепловая нагрузка вовсе отсутствует, например, в летний период (приоритет — электрическая нагрузка).

Совмещение функций генерации тепла и электроэнергии (когенерация) выгодно, так как оставшееся тепло, которое не участвует в работе на КЭС, используется в отоплении. Это повышает расчётный КПД в целом (35—43 % у ТЭЦ и 30 % у КЭС), но не говорит об экономичности ТЭЦ. Основными же показателями экономичности являются: удельная выработка электроэнергии на тепловом потреблении и КПД цикла КЭС.
При строительстве ТЭЦ необходимо учитывать близость потребителей тепла в виде горячей воды и пара, так как передача тепла на большие расстояния экономически нецелесообразна и сложна технически.

## Типы ТЭЦ

ТЭЦ-1 и ТЭЦ-2 в Северодвинске

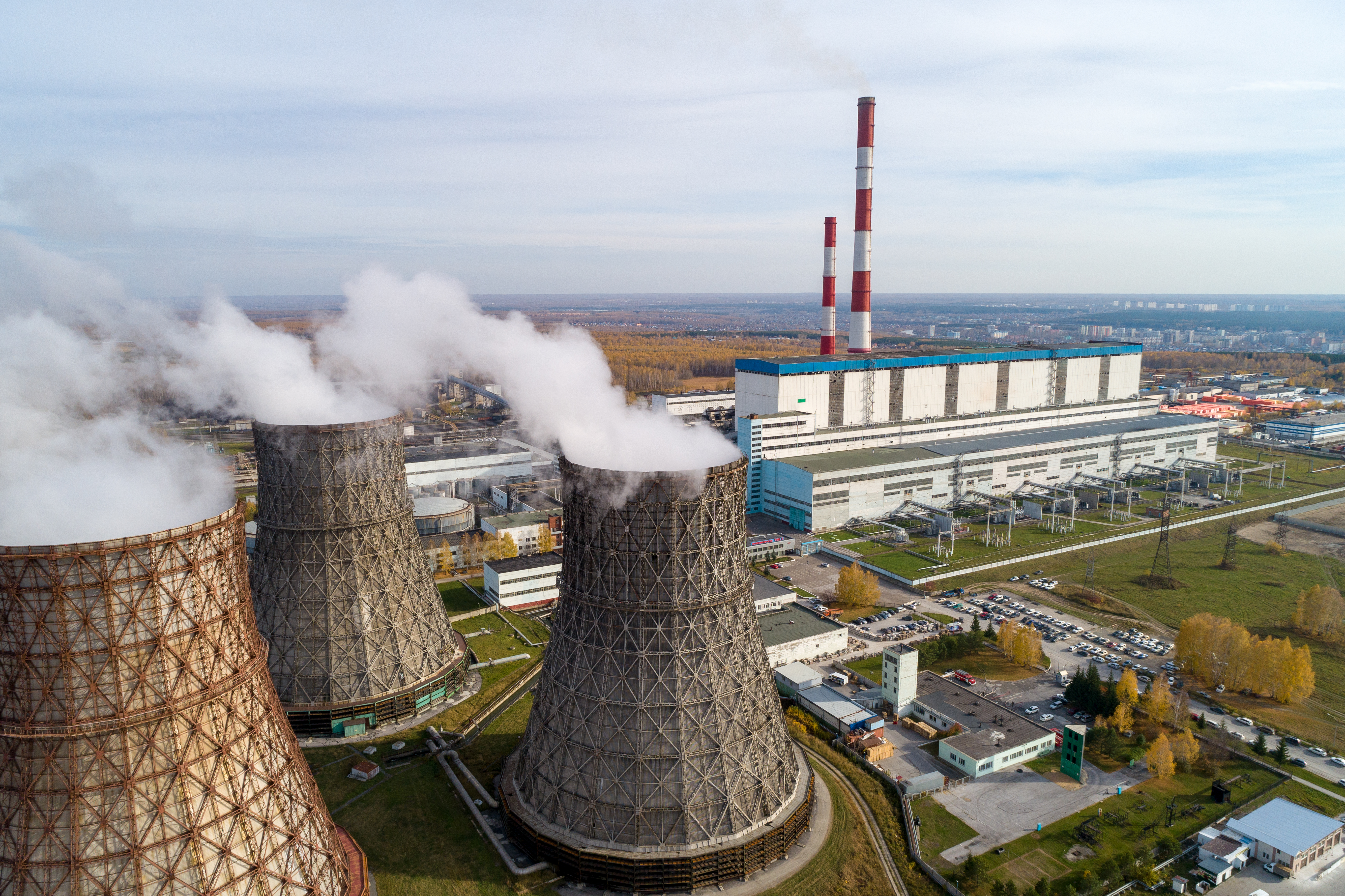
ТЭЦ-5 в Новосибирске

По типу соединения котлов и турбин теплоэлектроцентрали могут быть блочные и неблочные (с поперечными связями). На блочных ТЭЦ котлы и турбины соединены попарно (иногда применяется дубль-блочная схема: два котла на одну турбину). Такие блоки имеют, как правило, большую электрическую мощность: 100—300 МВт.
Схема с поперечными связями позволяет перебросить пар от любого котла на любую турбину, что повышает гибкость управления станцией. Однако для этого необходимо установить крупные паропроводы вдоль главного корпуса станции. Кроме того, все котлы и все турбины, объединённые в схему, должны иметь одинаковые номинальные параметры пара (давление, температуру). Если в разные годы на ТЭЦ устанавливалось основное оборудование разных параметров, должно быть несколько схем с поперечными связями. Для принудительного изменения параметров пара может быть использовано редукционно-охладительное устройство (РОУ).
По типу паропроизводящих установок могут быть ТЭЦ с паровыми котлами, с парогазовыми установками, с ядерными реакторами (атомная ТЭЦ). Могут быть ТЭЦ без паропроизводящих установок — с газотурбинными установками. Поскольку ТЭЦ часто строятся, расширяются и реконструируются в течение десятков лет (что связано с постепенным ростом тепловых нагрузок), то на многих станциях имеются установки разных типов. Паровые котлы ТЭЦ различаются также по типу топлива: уголь, мазут, газ.
По типу выдачи тепловой мощности различают турбины с регулируемыми теплофикационными отборами пара (в обозначении турбин, выпускаемых в России, присутствует буква «Т», например, Т-110/120-130), с регулируемыми производственными отборами пара («П»), с противодавлением («Р»). Обычно имеется 1—2 регулируемых отбора каждого вида; при этом количество нерегулируемых отборов, используемых для регенерации тепла внутри тепловой схемы турбины, может быть любым (как правило, не более 9, как для турбины Т-250/300-240). Давление в производственных отборах (номинальное значение примерно 1—2 МПа) обычно выше, чем в теплофикационных (примерно 0,05—0,3 МПа). Термин «Противодавление» означает, что турбина не имеет конденсатора, а весь отработанный пар уходит на производственные нужды обслуживаемых предприятий. Такая турбина не может работать, если нет потребителя пара противодавления. В похожем режиме могут работать теплофикационные турбины (типа «Т») при полной тепловой нагрузке: в таком случае весь пар уходит в отопительный отбор, однако давление в конденсаторе поддерживается немногим более номинального (обычно не более 12—17 кПа). Для некоторых турбин возможна работа на «ухудшенном вакууме» — до 20 кПа и более.
Кроме того, выпускаются паровые турбины со смешанным типом отборов: с регулируемыми теплофикационными и производственными отборами («ПТ»), с регулируемыми отборами и противодавлением («ПР») и др. На ТЭЦ могут одновременно работать турбины различных типов в зависимости от требуемого сочетания тепловых нагрузок.